# New Victory Theatre

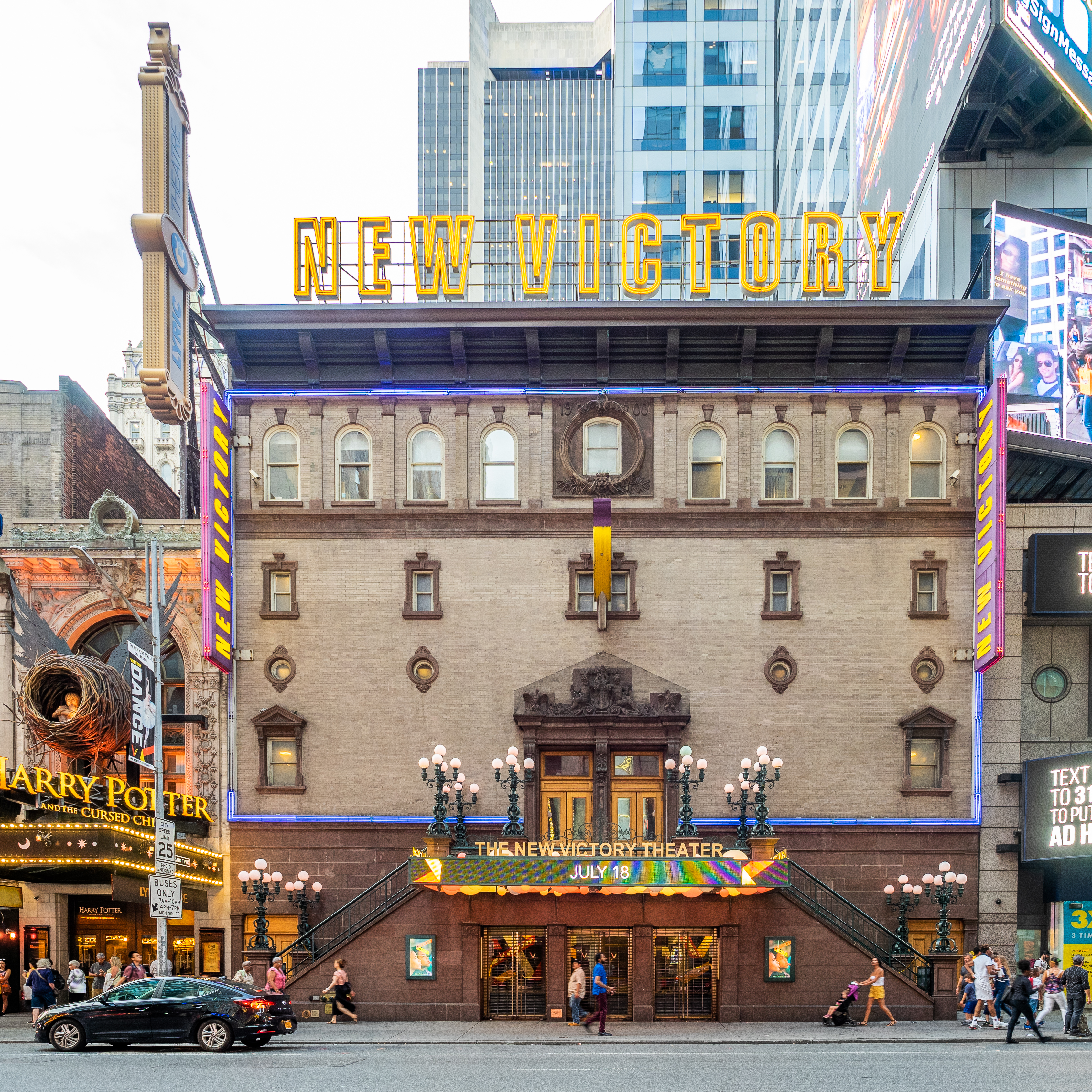
Das New Victory Theatre 2019

Das New Victory Theatre ist das älteste noch betriebene Theater in der Umgebung des Times Square in New York City. 
Das Theater befindet sich an der West 42nd Street zwischen der Seventh und Eight Avenue im Süden vom Times Square. Nachbargebäude sind der Wolkenkratzer 3 Times Square und das Lyric Theatre. Wegen des verhältnismäßig geringen Fassungsvermögens seines Zuschauerraums (unter 500 Sitzplätze) gilt es trotz seiner zentralen Lage (229 West 42 Street) nicht als Broadway-, sondern Off-Broadway-Theater.
Das Theater wurde von dem Zigarrenfabrikanten und Opernimpresario Oscar Hammerstein der Ältere (dem Großvater des Textdichters Oscar Hammerstein des Jüngeren) erbaut und im Jahr 1900 unter dem Namen Theatre Republic eröffnet. In der ersten Vorstellung spielte Lionel Barrymore. Zwei Jahre später wurde es von dem Dramatiker und Produzenten David Belasco gepachtet, der es Belasco Theatre nannte. George Arliss, Mary Pickford, Fay Bainter und Lillian Gish traten hier auf. 1910 erhielt das Theater den Namen Theatre Republic zurück. 1927 wurde hier das Schauspiel Porgy, die Grundlage für George Gershwins Oper Porgy and Bess, in der Regie von Rouben Mamoulian uraufgeführt.
Die Weltwirtschaftskrise seit 1929 minderte den Glanz. 1931–1941 wurde das Theater zum Schauplatz der US-amerikanischen Burlesque, einer Art Varieté mit angedeutetem Striptease und anzüglichen Kommentaren. Nach seinem Betreiber Billy Minsky wurde es Minsky’s Burlesque genannt. Gypsy Rose Lee strippte hier, Phil Silvers moderierte und Abbott und Costello gaben komische Einlagen.
1942 wurde das Theater zum Kino umgestaltet und erhielt den Namen Victory. Den wirtschaftlichen Abwärtstrend der Gegend seit den 1960er Jahren erlebte es als Pornokino.
Das New Victory war das erste Theater, das im Zuge der Sanierung des Theater Districts von der Stadt New York übernommen und renoviert wurde. 1990 ging es in das Staatseigentum über und wurde zum Baudenkmal erklärt. 1994/95 hat das Architekturbüro Hardy Holzman Pfeiffer eine Restaurierung durchgeführt, die die Gestalt des Theaters zu Belascos Zeiten wiederhergestellen sollte.
Seit 1995 wird das Theater von der Nonprofit-Organisation New 42nd Street betrieben und ist auf Kinder- und Familienanlässe spezialisiert.